# Джорджія Холт
Джорджія Холт (англ. Georgia Holt; справжнє ім'я — Джекі Джин Крауч (англ. Jackie Jean Crouch); (9 червня 1926 , Кенсетт, Арканзас  — 10 грудня 2022 , Малібу, Каліфорнія )) — американська акторка, співачка та модель. Мати акторки та співачки Шер та акторки Джорджін Лап'єр.

## Ранні роки
Джекі Джин Крауч народилася 1926 року в Кенсетті, штат Арканзас (США). Її батьками були тринадцятирічна Лінда Інез Галлі та Рой Мелл Крауч, 21-річний пекар. Джекі часто змінювала місце проживання, переміщаючись від одного з батьків до іншого, тому їй довелося навчатися у сімнадцяти різних школах. Батько навчив її співати та грати на гітарі.

## Кар'єра
Холт співала на радіо Оклахома-Сіті, коли їй було шість років, а в 10-річному віці співала в дуеті з Бобом Віллсом, лідером гурту Bob Wills and the Texas Playboys. Вона виграла кілька конкурсів краси та талантів . У Джекі було кілька епізодичних ролей у кіно та на телебаченні у 1950-х роках. Після появи в шоу талантів у липні 1978 року в клубі Studio One у Лос-Анджелесі, Майк Дуглас, Мерв Гріффін та Діна Шор стали запрошувати Холт для участі у своїх телевізійних ток-шоу.
У 2013 році Холт та Шер з'явилися в ток-шоу « Нічне шоу з Джеєм Лено» та « Шоу Еллен Дедженерес» для просування свого документального фільму Dear Mom, Love Cher та альбому Холт Honky Tonk Woman. Альбом, який включає пісні в дуеті з Шер під назвою «I'm Just Your Yesterday», був записаний ще на початку 1980-х років, але вийшов тільки 2013 року.

## Особисте життя
Холт була одружена шість разів, двічі з однією і тією ж людиною. Першим чоловіком був Джон Саркісян, від якого народилася її перша дочка, співачка Шер (нар. 20 травня 1946). Її друга дитина — акторка Джорджін Лап'єр (нар. 7 вересня 1951). У Холт є двоє онуків, Чез Боно та співак Елайджа Блу Оллман.
Померла 10 грудня 2022 року на 97-му році життя.

## Фільмографія
| Рік  |   | Українська назва             | Оригінальна назва                        | Роль                |
| ---- | - | ---------------------------- | ---------------------------------------- | ------------------- |
| 1950 | ф | Її власне життя              | A Life of Her Own                        | модель в агентстві  |
| 1950 | ф | —                            | Watch the Birdie                         | подружка дідуся     |
| 1951 | ф | Підстави для шлюбу           | Grounds for Marriage                     | перша дівчина       |
| 1951 | ф | Маленький дивіденд батька    | Father's Little Dividend                 | гостя на вечірці    |
| 1952 | ф | Це виглядає красиво          | Lovely to Look At                        | модель              |
| 1955 | с | Пригоди Оззі та Гаррієт      | The Adventures of Ozzie and Harriet      | наречена            |
| 1955 | ф | Художники та моделі          | Artists and Models                       | модель              |
| 1956 | с | Я люблю Люсі                 | I Love Lucy                              | модель Жака Марселя |
| 1956 | с | Театр Джейн Уайман           | Jane Wyman Presents The Fireside Theatre | н/д                 |
| 1966 | с | Шоу Люсі                     | The Lucy Show                            | модель Жака Марселя |
| 2013 | с | Шоу Елен Дедженерес          | The Ellen DeGeneres Show                 | камео               |
| 2014 | с | Королівські перегони Ру Пола | RuPaul's Drag Race                       | камео / гість       |

## Дискографія
- Honky Tonk Woman (2013)